# Juranville
Juranville település Franciaországban, Loiret megyében. Lakosainak száma 435 fő (2022. január 1.). Juranville Auxy, Beaune-la-Rolande, Corbeilles, Lorcy, Mézières-en-Gâtinais és Saint-Loup-des-Vignes községekkel határos.

## Népesség
A település népességének változása:
| Lakosok száma | 381  | 334  | 373  | 461  | 461  | 455  | 442  | 430  | 426  | 435  |
|               | 1968 | 1982 | 1990 | 2006 | 2013 | 2015 | 2017 | 2019 | 2020 | 2022 |